# Locomotori SFV gruppo 11-13
I locomotori gruppo 11-13 della SFV di Roma sono stati un gruppo di tre rotabili a carrelli costruiti per la ferrovia Roma-Fiuggi-Alatri-Frosinone.

## Storia
Nel 1918, con l'attivazione dell'intera linea da Roma a Frosinone, la società concessionaria si trova in una situazione economica tutt'altro che florida. I primi due anni di esercizio fino a Genazzano (dal 1916) e a Fiuggi (dal 1917) non hanno dato buoni risultati e con l'apertura dell'ultimo tronco si teme un peggioramento della situazione a causa di un forte debito contratto con la banca Commerciale Italiana per il maggior costo di costruzione della linea, preventivato a 18.000.000 di lire e salito fin quasi a 30. Mentre il Ministero dei lavori pubblici accorda un aumento dei contributi l'andamento economico sociale peggiora essenzialmente a causa degli interessi sui debiti, puntualmente onorati, e dalla totale passività del tronco ferroviario da Fiuggi a Frosinone. Non essendo la situazione ancora disastrosa la società concessionaria negozia un atto addizionale alla concessione originaria (Regio decreto 12/12/1909, n. 910) che consente alla società di acquistare nuovo materiale rotabile per il miglioramento del servizio tra Roma e Fiuggi (lungo il quale si istituisce il treno diretto estivo che ferma solo a San Cesareo e Genazzano), un minimo servizio essenziale da Roma verso Alatri e Frosinone (tratta dove si preferisce esercitare corse locali) e un primo potenziamento del servizio urbano di Roma. Prima che la situazione economica precipiti, costringendo il ministero ad istituire la gestione commissariale governativa delle Ferrovie Vicinali,  la società mette in servizio sei elettromotrici e dodici rimorchiate. Il rimanente materiale (tre locomotori, dieci motrici e 24 rimorchiate) sono invece acquistate nel periodo commissariale.

## Meccanica
I locomotori sono sempre del tipo bagagliaio. Anch'essi sono inizialmente privi di porta di intercomunicazione frontale e dotati di una cabina interna per le apparecchiature elettriche. La cassa è più lunga di due metri rispetto ai locomotori del gruppo 1.

## Equipaggiamento elettrico
Costruito dal TIBB è del tipo normale fornito da tale azienda per le ferrovie minori degli anni '20 e '30. il circuito di comando è di tipo diretto, con controller centrale sistemato in apposita cabina comandato, attraverso un sistema di leve, da due comandi a timone posti nelle cabine di guida. Si hanno due motori per carrello, permanentemente connessi tra loro in serie (alimentazione a 750 V). Il compressore, l'illuminazione e il riscaldamento sono alimentati direttamente a 1500 V. La presa di corrente è a pantografo, inizialmente a doppio strisciante montato in posizione centrale, successivamente su parte dei rotabili sostituito da pantografo a strisciante unico montato sopra un carrello.

## Servizio
Utilizzati promiscuamente per il servizio merci e viaggiatori non risulta abbiamo mai subito modifiche degne di nota salvo l'aggiunta della porta di intercomunicazione frontale. Dopo il 1962 continuano a circolare come rotabili di servizio fino al 1967, quando risultano tutti radiati.